# Satoshi Nagano
Satoshi Nagano (長野 聡 Nagano Satoshi?, nacido el 2 de agosto de 1982 en Saigawa, Fukuoka, Japón) es un exfutbolista japonés. Jugaba de defensa y su último club fue el Bangkok FC.

## Trayectoria

### Clubes
| Club                 | País      | Año         |
| -------------------- | --------- | ----------- |
| Avispa Fukuoka       | Japón     | 2005 - 2009 |
| Tokyo Verdy          | Japón     | 2006        |
| Giravanz Kitakyushu  | Japón     | 2010 - 2012 |
| Nakhon Ratchasima FC | Tailandia | 2013 - 2016 |
| Bangkok FC           | Tailandia | 2017        |

## Estadística de carrera

### J. League
| Club                | Año   | J. League | J. League | Copa J. League | Copa J. League | Total | Total |
| Club                | Año   | Part.     | Goles     | Part.          | Goles          | Part. | Goles |
| ------------------- | ----- | --------- | --------- | -------------- | -------------- | ----- | ----- |
| Avispa Fukuoka      | 2005  | 18        | 1         | -              | -              | 18    | 1     |
| Avispa Fukuoka      | 2006  | 3         | 0         | 4              | 0              | 7     | 0     |
| Tokyo Verdy         | 2006  | 7         | 0         | -              | -              | 7     | 0     |
| Avispa Fukuoka      | 2007  | 29        | 0         | -              | -              | 29    | 0     |
| Avispa Fukuoka      | 2008  | 27        | 1         | -              | -              | 27    | 1     |
| Avispa Fukuoka      | 2009  | 19        | 0         | -              | -              | 19    | 0     |
| Giravanz Kitakyushu | 2010  | 33        | 0         | -              | -              | 33    | 0     |
| Giravanz Kitakyushu | 2011  | 28        | 2         | -              | -              | 28    | 2     |
| Giravanz Kitakyushu | 2012  | 5         | 0         | -              | -              | 5     | 0     |
| Total               | Total | 169       | 4         | 4              | 0              | 173   | 4     |